# RoboCop: Rogue City
RoboCop: Rogue City — відеогра у жанрі шутер від першої особи, розроблена студією Teyon та видана компанією Nacon у 2023 році. Гра має оригінальний сюжет, заснований на фільмах про Робокопа, а роль головного героя знову виконав Пітер Веллер. Реліз відбувся 2 листопада 2023 року для PlayStation 5, Windows та Xbox Series X/S. Версія для macOS вийшла 30 квітня 2025 року. Гра отримала загалом позитивні відгуки від критиків.
Самостійне доповнення під назвою RoboCop: Rogue City – Unfinished Business вийшло 17 липня 2025 року. Воно отримало змішані відгуки від критиків.

## Ігровий процес
RoboCop: Rogue City — це шутер від першої особи, дія якого відбувається у Старому Детройті. Гравець керує Робокопом і має зачищати місто від злочинців, проводити розслідування, а також може виписувати як кримінальні, так і дорожні штрафи. Оскільки розробники прагнули зробити гру канонічною, події відбуваються після подій фільму RoboCop 2. Партнерка Робокопа по поліції з оригінальних фільмів, Енн Льюїс, також присутня в грі та супроводжує гравця.
Протягом гри гравець отримує різні побічні завдання й може самостійно обирати, як їх виконувати — наприклад, за допомогою різних варіантів діалогів. Результати цих завдань залежать від вибору гравця. Наприклад, можна обрати між насильством чи мирним підходом під час допиту підозрюваних. Загальний сюжет і фінал також змінюються залежно від прийнятих рішень. Рівень довіри громадськості до Робокопа можна підвищувати через взаємодію з мешканцями міста, що також впливає на ігровий процес.
Основна зброя гравця — це пістолет Робокопа Авто 9 (англ. Auto 9), у якого нескінченний боєзапас. У міру проходження гри Auto 9 можна вдосконалювати за п’ятьма стандартними напрямками для підвищення ефективності. Крім того, гравець може підібрати іншу зброю, яку залишають вороги, але для неї боєзапас обмежений (і більш реалістичний). Також Робокоп може знімати встановлену на турелях зброю, але кількість патронів для неї обмежена сотнею. Предмети з навколишнього середовища, такі як вибухові бочки чи телевізори, теж можна піднімати та використовувати як зброю. Завдяки металевому корпусу Робокоп отримує мінімальні пошкодження від куль малого калібру, однак більші та спеціалізовані набої, якими користуються найманці пізніше у грі, завдають набагато більше шкоди. Водночас на початку гри з’являється підказка, що Робокоп не отримує ушкоджень від падінь. Гравець може відновлювати здоров’я або використовувати ворогів як живий щит від куль.
Гравець може купувати різні здібності за очки досвіду, отримані за виконання завдань і збирання доказів злочинів. Серед таких здібностей є, наприклад, шокова хвиля (аналог світлошумової гранати), щит, що тимчасово зменшує отримані пошкодження, або ривок. Також можна ненадовго уповільнити час, щоб швидше розправитися з ворогами та зачистити територію. Ці здібності, так само як і Auto 9, можна поступово покращувати. Гравець також має можливість використовувати сканування для пошуку ворогів, дрібних правопорушень, як-от порушення правил дорожнього руху чи хуліганства.

## Синопсис

### Сетинг
Франшиза RoboCop зображує антиутопічний Детройт недалекого майбутнього. Знедолений і переповнений злочинністю Детройт розглядається мегакорпорацією Omni Consumer Products (OCP) для радикальної реконструкції, що має перетворити його на так зване Delta City. Події гри RoboCop: Rogue City відбуваються між фільмами RoboCop 2 і RoboCop 3.
Спочатку Робокопом був офіцер поліції Детройта Алекс Мерфі, якого жорстоко вбив відомий злочинець-рецидивіст Кларенс Боддікер. Оскільки юридично Мерфі був мертвий, а поліція Детройта належала приватній компанії OCP, його обрав топменеджер OCP Боб Мортон, щоб перетворити на броньованого поліцейського кіборга. Поступово відновлюючи спогади за допомогою своєї колишньої напарниці Енн Льюїс, Робокоп переслідує Боддікера та його банду, одночасно зриваючи плани заступника голови OCP Діка Джонса, який наказав Боддікеру вбити Мортона — свого конкурента.
У фільмі RoboCop 2 хвиля злочинності в Детройті ще більше посилюється через появу дизайнерського наркотику під назвою Nuke, який поширює культовий лідер Кейн. Поліцію, яку поступово підриває вплив OCP, зрештою спонукають до страйку. Робокоп також бореться зі спогадами про своє минуле життя і стежить за своєю колишньою родиною, що змушує OCP розглянути створення нового, досконалішого зразка під назвою RoboCop 2. Однак спроби відтворити Робокопа, використовуючи тіла загиблих поліцейських, раз за разом зазнають невдачі. Після того як Робокоп долає Кейна, амбітна науковиця OCP доктор Джульєт Факс обирає його як піддослідного: вона витягає його мозок і вбудовує його в RoboCop 2. Проте через залежність Кейна від Nuke експеримент провалюється, і Робокоп змушений знищити його. Попри завдану шкоду, OCP не зазнає суттєвої критики від громадськості, натомість робить доктора Факс «цапом-відбувайлом».

### Персонажі
Окрім титульного героя (озвученого Пітером Веллером) та деяких персонажів з оригінального фільму — а саме Енн Льюїс (озвучує Коша Енглер), сержанта Воррена Ріда, репортера Кейсі Вонга та CEO OCP, відомого як «Старий» (озвучує Марк Голден) — у RoboCop: Rogue City з’являється повністю новий склад героїв. Серед головних персонажів: співробітник OCP Макс Бекер, інженер OCP Морган та психолог Олівія Бланш, які допомагають Робокопу з технічного та психологічного боків.
Інші персонажі включають Піклза, бездомного інформатора поліції, який, як з’ясовується, страждає від ламки після вживання Nuke; молодого копа Улісса Вашингтона та репортерку Саманту Ортіс, чиї особисті сюжетні лінії залежать від рішень та дій Робокопа. Також у грі є Сут — музикант і лідер банди Torch Heads, а ще Спайк, голова байкерської банди Street Vultures. Обидві банди підкоряються новому амбітному кримінальному босу, відомому лише як «Новенький» (New Guy).

### Сюжет
Під час порятунку заручників на студії Channel 9, захоплених Сутом та бандою Torch Heads, Робокоп починає бачити видіння зі свого минулого життя як Алекса Мерфі та галюцинує, сприймаючи одну з заручниць за дружину Мерфі. Це змушує його вагатися, через що Енн Льюїс доводиться втрутитися безпосередньо. Оскільки зрив Робокопа потрапив на камеру й призвів до хвилі критики в ЗМІ, OCP призначає Макса Бекера наглядачем за Робокопом, встановивши в його голову чип для моніторингу та оцінки ефективності.
Сержант Рід інформує свій загін про зростаючу загрозу від таємничого «Новенького», а Робокоп отримує завдання знайти та допитати Сута. Разом з Льюїс вони вистежують його на закинутій скотобійні, де саме проходить концерт Torch Heads. Робокоп заарештовує Сута, але Льюїс бере в заручники сам «Новенький», який убиває Сута за те, що той привернув надто багато уваги нападом на студію, тоді як Робокоп знову таємниче виходить з ладу. «Новенький» називає себе Венделлом Антоновскі, братом Еміля Антоновскі (члена банди Кларенса Боддікера, якого раніше вбив Робокоп). Засуджуючи Робокопа за його прив’язаність до людського минулого, Венделл стріляє Льюїс у груди, залишаючи її в комі.
Рішуче налаштований добитися справедливості за Льюїс, Робокоп виходить на слід, що веде до банди Street Vultures, та вирушає в їхній район біля сталеливарного заводу і кар'єра. Там він знаходить кілька тіл, що раніше були вкрадені з міського моргу та лікарні, зокрема тіло зниклого поліцейського. Робокоп викликає підкріплення та підключає робота ED-209, аби штурмувати укриття, але ED-209 виходить з ладу та починає атакувати поліцію, даючи можливість Vultures втекти. Розтин показує, що ці тіла доправили на кар'єр саме Vultures, а Венделл потім витяг з них мозок. Робокоп вистежує та заарештовує Венделла, а тим часом Льюїс виходить із коми. У цей період Старий (The Old Man) з OCP переживає серцевий напад і згодом помирає.
У міській в’язниці Робокоп дізнається від Венделла, що його найняли для проєкту «Project Afterlife»: витягнуті мозки використовувались у програмі масового воскресіння, натхненній прикладом Робокопа та створеній самим Старим. Пізніше найманці атакують в’язницю та звільняють Венделла під час бунту, а Бекер стає новим CEO OCP. Бекер презентує свої Urban Enforcement Droids (UEDs), що мають замінити поліцію, але Венделл захоплює їх під свій контроль у відповідь на скасування проєкту «Afterlife». Під час чергового протистояння Робокоп дізнається, що чип, який встановив Бекер, реагує на запальничку Венделла, спричиняючи порушення в роботі свідомості Робокопа й не дозволяючи йому його заарештувати. Робокоп вириває чип та вирушає за Венделлом, долаючи хаос, що виник через банди, найманців і захоплені UED. Переслідування приводить його на перший будівельний майданчик Delta City, де він нарешті вбиває Венделла.
Невдовзі Робокоп отримує повідомлення про напад на головний офіс OCP. Прибувши туди, він бачить, що Бекера тримає в заручниках RoboCop 2, який програє відеоповідомлення від Старого. Той розповідає, що завантажив свій мозок у RoboCop 2, надихнувшись прикладом Робокопа, та вбиває Бекера, зламавши йому трахею. Робокоп вступає в запеклу битву з RoboCop 2, зрештою перемагає його, знищивши будівлю OCP. Після цього компанію OCP розглядають як об’єкт для викупу японською корпорацією Kanemitsu, що підводить до подій третього фільму.

## Розробка
RoboCop: Rogue City має оригінальний сюжет, заснований на перших трьох фільмах про Робокопа. Гру розробила студія Teyon, а видавцем виступила компанія Nacon у партнерстві з Metro-Goldwyn-Mayer, яка володіє правами на франшизу. Усі три компанії працювали разом, щоб гра залишалася вірною духу фільмів; команда розробників переглянула їх багато разів, щоб відобразити сатиричний аспект, особливо з першого фільму.
Гру Rogue City створено на рушії Unreal Engine 5. Оригінальний актор Робокопа, Пітер Веллер, повернувся, щоб озвучити персонажа і надати йому свою зовнішність. У грі також відтворено повільні та «важкі» рухи Робокопа, хоча шутери від першої особи зазвичай мають динамічніший геймплей. Режисер гри Пьотр Латоха (Piotr Latocha) зазначив, що досягнення балансу в русі Робокопа стало одним із найбільших викликів проєкту: «Він досить повільний і масивний, і ми маємо залишатися вірними першоджерелу, але водночас не можемо зробити його надто повільним і надто важким». У інтерв’ю Латоха розповів, що на повну розробку гри команді знадобилося три роки.

## Реліз
Гру RoboCop: Rogue City анонсували в липні 2021 року, а перший трейлер з ігроладом (ґеймплеєм) представили через рік.
Спочатку вихід Rogue City планували на червень 2023 року, але згодом реліз перенесли на три місяці, а потім ще раз відклали. У результаті гра вийшла для PlayStation 5, Windows та Xbox Series X/S 2 листопада 2023 року. Демоверсія для ПК (через Steam) з’явилася 4 жовтня 2023 року. Версію для Nintendo Switch анонсували разом із першим ґеймплейним відео у 2022 році, але її скасували 20 жовтня 2023 року. Це була перша гра про Робокопа для консолей із 2003 року, коли вийшла RoboCop (2003). Версія для macOS з’явилася 30 квітня 2025 року.

### RoboCop: Rogue City – Unfinished Business
Окреме доповнення під назвою RoboCop: Rogue City – Unfinished Business вийшло 17 липня 2025 року. У цьому доповненні Робокоп має проникнути в OmniTower — гігантський комплекс, контрольований групою елітних найманців. Також з’являються нові види зброї та місії-спогади, що дозволяють зіграти за Алекса Мерфі до того, як він став Робокопом.

## Сприйняття
| Агрегатор  | Оцінка                             |
| ---------- | ---------------------------------- |
| Metacritic | PC: 76/100 PS5: 72/100 X/S: 76/100 |

| Видання        | Оцінка |
| -------------- | ------ |
| Famitsu        | 32/40  |
| Game Informer  | 7.5/10 |
| GameSpot       | 7/10   |
| IGN            | 7/10   |
| PC Gamer (США) | 65/100 |
| VideoGamer.com | 7/10   |

### Відгуки критиків
Згідно з даними сайту-агрегатора рецензій Metacritic, гра RoboCop: Rogue City отримала «загалом схвальні» відгуки від критиків для версій на PC та Xbox Series X/S, тоді як версія для PlayStation 5 дістала «змішані або посередні» оцінки. У Японії четверо критиків з журналу Famitsu оцінили гру на загальну суму 32 бали з 40, кожен поставивши по 8 з 10.
Джастін Корейс з IGN написав, що гра «ідеально передає вигляд і атмосферу фільмів, у спосіб, якого не досягало жодне інше творіння», назвавши її «найбільш автентичною адаптацією серії, яку ми коли-небудь бачили». Ноа Сміт з PC Gamer розкритикував «нудний» сюжет і «нерівномірний» темп оповіді. Майкл МакВертор з Polygon зазначив, що грі бракує оригінальності, оскільки вона занадто покладається на натхнення з перших двох фільмів. Олівер Маккензі з Eurogamer похвалив графіку, зазначивши, що гра чудово використовує можливості Unreal Engine 5. Маркус Стюарт з Game Informer написав, що RoboCop: Rogue City «пропонує гідну пригоду, яка в багатьох хороших сенсах нагадує загублений шутер початку 2010-х». Декілька критиків також відзначили наявність звукових і візуальних багів. Видання VG247 назвало гру найкращим шутером 2023 року, підкресливши, що це «єдиний гідний продовжувач оригінального фільму, який коли-небудь створювали».

### Unfinished Business
Згідно з даними сайту-агрегатора рецензій Metacritic, доповнення RoboCop: Rogue City – Unfinished Business отримало «змішані або посередні» відгуки від критиків для версій на PlayStation 5 та Xbox Series X/S, тоді як версія для PC дістала «загалом схвальні» оцінки.

### Продажі
У Великій Британії RoboCop: Rogue City дебютувала на четвертому місці у рейтингу фізичних продажів. Наступного тижня гра опустилася на 13-те місце після падіння продажів на 64%.
Rogue City перевершила очікування компанії Nacon та стала найбільшим релізом видавця: за перші два тижні після виходу кількість гравців досягла 435 000.